# Поштова корпорація Кенії
Поштова корпорація Кенії (англ. Postal Corporation of Kenya, також відома як суах. Posta Kenya) — національний оператор поштового зв'язку Кенії.

## Історія
Поштовий зв'язок в Кенії зародився на початку XVII століття. Так, засвідчено, що 1610 року стався перший офіційний обмін кореспонденцією між Момбасою і зовнішнім світом — листи переправляли кораблем до Аравії та Індії та передавали сухопутним шляхом до Європи. Ранні листи, надіслані з Кенії, датуються приблизно 1848 роком, коли місіонери надсилали свою кореспонденцію бігунами до берега для подальшої передачі на корабель.
До 1877 року деякі листи з узбережжя доставляли на північ від Ламу до Адена кораблями Британської пароплавної компанії, хоча основна частина пошти передавалася через Занзібар. Система поштових розпорядників була розроблена та розширена Британською асоціацією Східної Африки, тоді як окремі торговці та концесіонери організовували власну службу. Це сподобалось у використанні видатних поштових марок у 1889-90 роках.
У травні 1890 р. Була запроваджена регулярна поштова служба у Британській Східній Африці, а поштові відділення відкрились у Момбасі та на острові Ламу. Через два роки були відкриті офіси в Малінді та Васіні, а до 1897 року в Кіліндіні був відкритий офіс, необхідний будівництвом залізниці. 1 липня 1895 року контроль над територією Британської Східної Африки був переданий компанією імператорському уряду. Поштовий майстер Момбаси відповідав за управління поштовою службою на території, і в 1901 році поштові служби Британської Східної Африки та Уганди були об'єднані.